# 恶女 (中岛美雪单曲)
《恶女》是日本创作歌手中岛美雪于1981年10月21日发行的第11张单曲。

## 介绍
继中岛美雪在1970年代发行的《离别之歌》之后，这首单曲在1980年代获得了Oricon公信榜的第一名。作为中岛美雪的代表曲创下超过80万张的销量记录。在80年代早期唱片和CD销量激增之前，这张单曲也非常受欢迎。
次年发行的专辑《寒水鱼》收录了主打歌《恶女》，但编曲和演唱风格不同。
歌曲大概讲述了一个在恋爱关系中出轨的男人与一个知道这件事，并试图让男人讨厌自己的女人的状态。对于在歌曲中出场的一位叫的女性，中岛美雪在自己的电台节目《中岛美雪的All Night Nippon》中解释道：“我喜欢将女生的名字写在歌里。”
《恶女》歌词中的是的简写。
歌曲基本以A大调演唱，但由于基准音高不同，单曲版音高略低于《寒水鱼》版和后来的演唱会版。如果弹奏单曲版本，可以用与原声源相同的音高，A大調为425Hz，降A大調（A♭大调）为450Hz。
B面曲《你这不是存心逗我笑吗》是给山内惠美子的提供曲。1987年发行的精选辑《Singles》收录了本歌曲。
这首单曲于2022年11月28日以带有封面图片的7英寸单曲的形式作为数字下载从雅马哈音乐传播分发。

## 收录歌曲
1. 恶女
  - 作词/作曲：中岛美雪
  - 编曲：船山基纪/后藤次利 (专辑版)
2. 你这不是存心逗我笑吗
  - 作词/作曲：中岛美雪
  - 编曲：船山基纪

## 翻唱
恶女
- Al Bano & Romina Power（1982 年，专辑《Che Angelo Sei》）
- 畑中叶子（1982年，专辑《强行突破》）
- 雪兒薇·瓦丹（1983年，专辑《Danse ta vie》）
- 陈迪匡（1984年，粤语填词《星期日下午》，收录于专辑《古刹铜钟》）
- 平山三纪（1990年，单曲）
- Mi-Ke (1992年，专辑《被遗忘的叉子/白色2白色珊瑚礁》)
- 王菲（1993年，粤语填词《若你真爱我》，收录于专辑《十万个为什么》）
- 三代目鱼武滨田成夫 （1996年，专辑《三代目鱼武滨田成夫》）
- 大谷育江（2000年，专辑《系列专辑 千禧年 时间胶囊 Vol.6～这也是 A(R) I? ~》）
- 橘儿（2003年，专辑《Clé》）
- The JADE（2009年，专辑《信》）
- 中森明菜（2009年，专辑《民谣2 ~ 歌姬哀翔歌》）
- 小木曾雪菜（米澤圓）（2014年，专辑《白色相簿2 歌曲集》(动画《白色相簿2》第2集插曲)）
- 村上由紀（2014年，专辑《钢琴女郎～From Friends～》）
- 鱼高满（2020年，专辑《那天的摇篮曲》）

你这不是存心逗我笑吗
- 研直子（1984年，专辑《Again》）
- 三浦绮音（1998年，单曲）

## 其他
- 佐田雅志制作了一首名为的应答歌，收录在其1982年的专辑《梦之辙》中。

- 2012年由東京電視台播出的动画《寶石寵物 Sunshine》中第49集插入了《寒水鱼》版的《恶女》 [注释 1] 。